# Julie Davis
Julie Davis (1969) è una regista, sceneggiatrice e attrice statunitense.

## Filmografia parziale

### Regista, sceneggiatrice e attrice
- French Intensive (1994) - cortometraggio
- I Love You, Don't Touch Me! (1997)
- Amy's O - Finalmente l'amore (Amy's Orgasm) (2001)
- Hollywood - Un sogno a luci rosse (Finding Bliss) (2009)

### Solo regista
- All Over the Guy (2001)

### Solo attrice
- Just 45 Minutes from Broadway, regia di Henry Jaglom (2012)
- The M Word, regia di Henry Jaglom (2014)